# タバ・ボシウ
タバ・ボシウは、レソト西部にある丘陵。首都マセルの東約20キロメートルに位置する。ソト族のモショエショエ1世が要塞を築き、ズールー族、英国人、ボーア人と戦った。同国の独立の象徴とされる。